# Boogie Woogie Country Man
Albums de Jerry Lee Lewis
I-40 Country
(1974) Odd Man In
(1975)
Boogie Woogie Country Man est un album de Jerry Lee Lewis, enregistré sous le label Mercury Records et sorti en 1975.

## Liste des chansons
1. I'm Still Jealous of You (Jerry Foster/Bill Rice)
2. Little Peace and Harmony (Ray Griff)
3. Jesus Is on the Mainline (Call Him Sometime) (Marijohn Wilkin)
4. Forever Forgiving (Mack Vickery)
5. Remember Me (I'm the One You Loves You) (Stuart Hamblen)
6. Red Hot Memories (Ice Cold Beer) (Tom T. Hall)
7. I Can Still Hear the Music in the Restroom (Tom T. Hall)
8. Love Inflation (Sanger D. Schafer)
9. I Was Sorta Wonderin' (Bill Kearns/Moon Mullican (en)/Dusty Ward)
10. Thanks for Nothing (Anthony/Dobbins)
11. Boogie Woogie Country Man (T.J. Seals/Troy Seals (en))

## Source de la traduction
- (en) Cet article est partiellement ou en totalité issu de l’article de Wikipédia en anglais intitulé « Boogie Woogie Country Man » (voir la liste des auteurs).